# Branko Vidović (voetbaltrainer)
Branimir (Branko) Vidović(Zagreb, ca. 1915) was een Joegoslavisch voetbaltrainer en voormalig voetballer.
In Nederland was hij hoofdtrainer van Limburgia, MVV, Vitesse en Xerxes.